# 舩岳美希
舩岳 美希（ふなおか みき、1985年10月28日 - ）は、グループ トーキング・アイ所属のフリーアナウンサー。
岡山県岡山市出身。

## 現在の担当番組
- TSCニュース

## 過去の担当番組
- せとうち Life&Biz